# Sclerophylax cynocrambe
Sclerophylax cynocrambe är en potatisväxtart som först beskrevs av August Heinrich Rudolf Grisebach, och fick sitt nu gällande namn av August Heinrich Rudolf Grisebach. Sclerophylax cynocrambe ingår i släktet Sclerophylax och familjen potatisväxter. Inga underarter finns listade i Catalogue of Life.